# Солитаир
Солитаир, Солитэйр (англ. Solitaire) — деревня в Намибии. Рядом с ней (в радиусе 50 метров) ещё два дома. Находится около пустыни Намиб. В Солитэйр есть ресторан, в котором продают в основном спиртные напитки.
Рядом с рестораном стоянка, которая обычно пуста. В ней стоят несколько забытых машин без шин, моторов и крыш.

## История

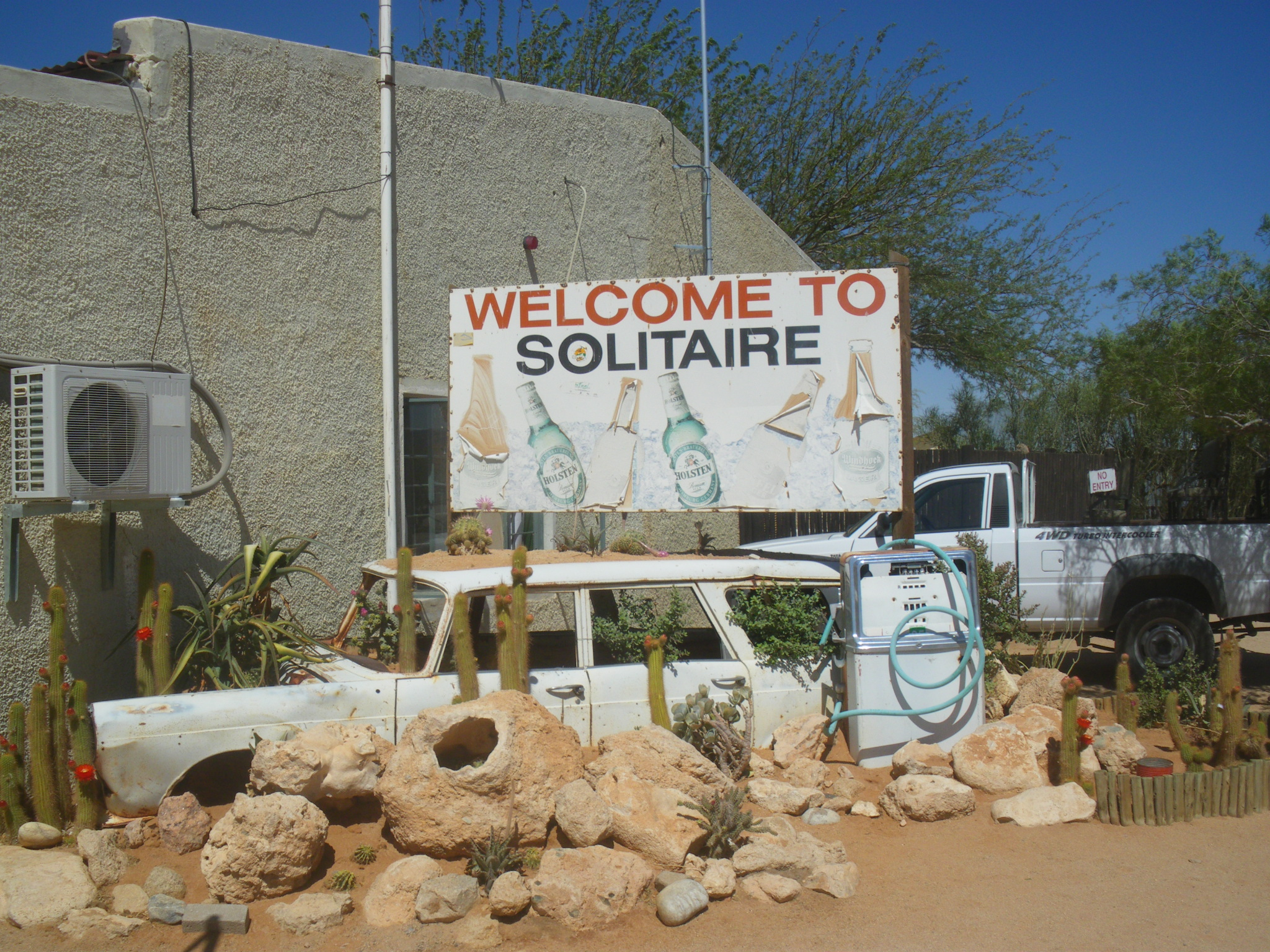
Солитаир, Намибия

В 1948 году Виллем Кристоффель ван Коллер купил 33 000 гектаров земли у Юго-западной Администрации (правительство Намибии (ЮЗА) на то время) для разведения каракульской породы овец. Эти земли были пустынны и неразвиты, располагались между областями Эбебис на юге и Койреб на севере, ныне входят в область Кхомас.
Элси София, жена Коллера, назвала ферму Солитаир из-за двойного смысла этого слова: с одной стороны оно означает бриллиант, а с другой — одиночество, и можно охарактеризовать это место как прекрасное и уединённое.
Сначала Коллер построил небольшой дом из двух комнат, а позже главный дом фермы и каменный крааль. Затем он построил нынешний магазин и установил первый бензонасос. Магазин также выполнял роль регионального отделения почты, куда еженедельно доставлялись почтовые пересылки. Последним зданием стала часовня.
В 1968 году ферма была продана.

## Туризм
Солитаир расположен на пересечении основных дорог: C14 (Уолфиш-Бей — Бетани) и C24 (Рехобот — Соссусвлей), по которым проходят туристические маршрут парка Намиб-Науклуфт. Здесь также есть грунтовая взлетно-посадочная полоса для малой авиации.